# John Fiske
John Fiske (1842-1901), bautizado con el nombre de Edmund Fisk Green, fue un filósofo e historiador estadounidense.

## Biografía
Fiske nació en Hartford, Connecticut el 20 de marzo de 1842. Cuando su madre se casó por segunda vez adoptó el nombre de su bisabuelo materno, John Fiske. Fue un niño precoz. Se graduó en la Universidad de Harvard en 1863 y en leyes en la Harvard LAx School en 1865.
Ejerció como abogado durante algún tiempo antes de dedicarse a la popularización y la interpretación filosófica de la obra de Darwin, sobre lo que escribió numerosos libros y ensayos. En una carta de Darwin a Fiske, de 1874, el famoso naturalista remarca: “Nunca en mi vida leí a un expositor (y por lo tanto a un pensador) tan lúcido como tú”.
Su filosofía estuvo influida por la visión de Herbert Spencer de la evolución.
Por otra parte, el entusiasmo del siglo XIX por el tamaño del cerebro como medida de la capacidad humana, defendido por algunos científicos remarcables (como el primo de Darwin Francis Galton y el neurólogo Francés Paul Broca) llevaron a Fiske a creer en la superioridad racial de la “raza anglosajona”. Sin embargo no hay bases firmes sobre las que apoyar la aserción de que Fiske era un racista o un darwinista social genuino. En su libro The Destiny of Man (El destino del hombre) (1884), dedica un capítulo entero a “El final del trabajo de la selección natural en el hombre”, que describe como “un hecho de incomparable grandeza”. Según él, “la acción de la selección natural en el hombre ha [...] sido esencialmente disminuida mediante la operación de las condiciones sociales”.
En libros como Outlines of Cosmic Philosophy (La silueta de la filosofía cósmica)(ISBN 0-384-15780-7), Fiske trató de mostrar que “en realidad nunca ha habido ningún conflicto entre la religión y la ciencia”. Fiske al principio fue un profesor popular en estos campos. Más tarde se dedicaría a escribir obras históricas, área en la que publicó lilbros como The discovery of America (El descubrimiento de América) (1892, ISBN 1-932080-42-2). Además editó junto con James Grant Wilson, la Appletons' Cyclopædia of American Biography (1887). Falleció en Gloucester, Massachusetts el 4 de julio de 1901.

### Obra
- - General
- Myths and Myth Makers (1872)
- Outlines of Cosmic Philosophy (1874)
- The Unseen World (1876)
- Darwinism and Other Essays (1879; revisado y extendido, 1885)
- Excursions of an Evolutionist (1883)
- The Destiny of Man Viewed in the Light of his Origin (1884)
- The Idea of God as Affected by modern Knowledge (1885)
- Origin of Evil (1899)
- A Century of Science and Other Essays (1899)
- Through Nature to God (1899)
- The Mississippi Valley in the Civil War (1900)
- Life Everlasting (1901)

- - Histórica
- American Political Ideas Viewed from the Standpoint of Universal History (1885)
- The Critical Period of American History, 1783-89 (1888)
- The Beginnings of New England (1889)
- The War of Independence, un libro para lectores jóvenes (1889)
- Civil Government of the United States (1890)
- The American Revolution (two volumes, 1891)
- The Discovery of America (two volumes, 1892)
- A United States History for Schools (1895)
- Old Virginia and her Neighbors (two volumes, 1897)
- Dutch and Quaker Colonies in America (two volumes, 1899)
- Essays, Literary and Historical (1902)
- New France and New England (1902)
- En 1912 apareció una colección de once volúmenes de sus trabajos históricos llamada Historical Works.

- - Bibliografía en español
- Conceptos clave en comunicación y estudios culturales, Amorrortu editores, 1997.